# Shimbiris
O monte Shimbiris ou monte Surud Cad é o ponto mais alto da Somália, com altitude de 2450 metros. Está localizado nas montanhas Surud (Cal Madow), na região de Sanaag, Somalilândia. Dados da SRTM mostram que a altitude de 2416 m, normalmente divulgada, está um pouco abaixo da real.